# Le Livre d'heures
Le Livre d'heures est un roman érotique écrit par Michel Alvès, publié en 1994 aux éditions Phoebus.